# Identité en crescendo
Identité en crescendo – album muzyczny nagrany przez francuskiego rapera Rocé oraz muzyków grających gościnnie, w tym jazzowego saksofonistę amerykańskiego Archie Sheppa. 
Autorami wszystkich utworów (oprócz nr 13.),  są Rocé i Djohar Sidhoum-Rahal występujący jako Raqal Le Requin. Utwór nr 9 zawiera sample utworu "Matourmatourmalet" (skomponowanego przez Tony Hymasa, a pochodzącego z płyty Michela Portala), a ścieżka nr 11 zawiera z kolei sample utworu Archie Sheppa "Coral Rock". Dwupłytowy winylowy album (oraz  te same nagrania na 1 CD) ukazały się w wytwórni EmArcy w 2006.

## Muzycy
- Rocé – śpiew
- Archie Shepp – saksofon sopranowy, altowy i tenorowy
- Jacques Coursil – trąbka
- Potzi – gitara
- Raqal le requin (Djohar Sidhoum-Rahal) – śpiew
- Gonzales – fortepian
- Antoine Paganotti – perkusja

## LP 1
Strona A
| 1. | "Je chante la France"                                             | 3:33  |
|    |                                                                   |       |
| 2. | "Amitié et amertume"                                              | 4:21  |
|    |                                                                   |       |
| 3. | "Seul" z udziałem Archie Sheppa (produkcja : Rocé i Archie Shepp) | 2:00  |
|    |                                                                   |       |
| 4. | "Le métèque"                                                      | 4:41  |
|    |                                                                   |       |
|    |                                                                   | 14:35 |
|    |                                                                   |       |
Strona B
| 5. | "Appris par coeur" (Raqal le requin - śpiew)                       | 4:20  |
|    |                                                                    |       |
| 6. | "Ma saleté D'Espérance" (Gonzales - fortepian)                     | 3:29  |
|    |                                                                    |       |
| 7. | "Des problèmes de mémoire" (Potzi - gitara, współprodukcja z Rocé) | 3:55  |
|    |                                                                    |       |
|    |                                                                    | 11:44 |
|    |                                                                    |       |

## LP 2
Strona C
| 8.  | "L'un et le multiple" (Jacques Coursil - trąbka, współprodukcja z Rocé) | 4:55  |
|     |                                                                         |       |
| 9.  | "Les fouliensi" (Produkcja - Rocé i Tony Hymas)                         | 2:23  |
|     |                                                                         |       |
| 10. | "Ce que personne n'entend vraiment"                                     | 4:40  |
|     |                                                                         |       |
|     |                                                                         | 11:58 |
|     |                                                                         |       |
Strona D
| 11. | "Aux nomades de l'interieur" (Antoine Paganotti - perkusja)  | 6:12  |
|     |                                                              |       |
| 12. | "Besoins d'oxygène"                                          | 2:45  |
|     |                                                              |       |
| 13. | "Identité en crescendo" z udziałem Archie Sheppa ( saksofon) | 8:22  |
|     |                                                              |       |
|     |                                                              | 17:19 |
|     |                                                              |       |

## Informacje uzupełniające
- Producenci – Rocé (1, 2, 4-6, 10, 12), Archie Shepp, Jacques Coursil, Antoine Paganotti, Potzi
- Autor grafik, ilustracji – JayOne
- Łączny czas nagrań – 44:13